# Homoeocera gigantea
Homoeocera gigantea är en fjärilsart som beskrevs av Druce 1884. Homoeocera gigantea ingår i släktet Homoeocera och familjen björnspinnare. Inga underarter finns listade i Catalogue of Life.

## Bildgalleri

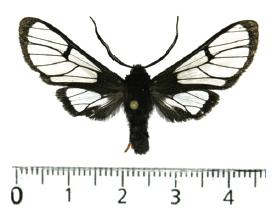
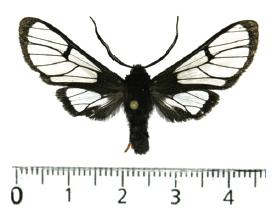